# Сен-Жерменський едикт
Сен-Жерменський едикт (фр. Édit de janvier або édit de tolérance de Saint-Germain) — едикт виданий у Сен-Жермен-ан-Ле 17 січня 1562 року, який забезпечував часткову свободу віросповідання гугенотам.
Королева-мати Катерина де Медичі, яка була регенткою малолітнього сина Карла IX Валуа, намагалася проводити помірковану релігійну політику. За її ініціативою канлер Мішель де л'Опіталь склав текст Сен-Жерменського едикту, який вперше дозволяв гугенотам проводити релігійну практику поза межами укріплених міст. Документ дозволяв гугенотам утворення консисторій і скликання синоду. Пастори мали складати присягу місцевій владі. Однак декрет не міг запобігти вибуху збройного конфлікту між гугенотами і католиками, який вилився у Першу гугенотську війну.